# N.C. Wyeth
N.C. Wyeth (ur. jako Newell Convers Wyeth 22 października 1882 w Needham, zm. 19 października 1945 w Chadds Ford) – amerykański ilustrator i malarz. Jeden z najbardziej wziętych ilustratorów wszech czasów. W czasie swojej kariery wykonał prawie 4000 ilustracji do licznych czasopism i książek. Wszystkie jego dzieci (oprócz jednego) wybrały karierę artystyczną; najbardziej znanym spośród nich był Andrew Wyeth.

## Życiorys

### Dzieciństwo i młodość
Newell Convers Wyeth urodził się 22 października 1882 roku w Needham w stanie Massachusetts jako syn Andrew Newella Wyetha i Henriette Zirngiebel, Szwajcarki z pochodzenia. Wychowywał się w gospodarstwie rolnym koło Walden Pond. Wcześnie zainteresował się literaturą romantyczną i malarstwem, które to zainteresowania wspierała matka. Ojciec natomiast zachęcał go do bardziej praktycznego wykorzystania zdolności, zalecając naukę rysunku. W maju 1899 roku Newell Convers uczęszczał do Mechanic Arts High School w Bostonie, główną uwagę poświęcając nauce rysunku. Dzięki wsparciu matki podjął naukę w Massachusetts School of Normal Arts. Kontynuował ją później w Eric Pape School of Art, a od 1901 roku w Annisquam w Gloucester w stanie Massachusetts, gdzie pobierał prywatne lekcje u pejzażysty George’a Loftusa Noyesa.
W 1902 roku przybył do Wilmington, gdzie spotkał Howarda Pyle’a. Przez kolejne dwa lata studiował pod jego kierunkiem w Chadds Ford. Pyle miał liczne kontakty z wydawcami i dyrektorami artystycznymi, co wykorzystywał załatwiając swoim studentom zamówienia oraz posady u wydawców. W lutym 1903 roku na łamach The Saturday Evening Post opublikowana została pierwsza ilustracja N.C. Wyetha.

## Kariera ilustratora

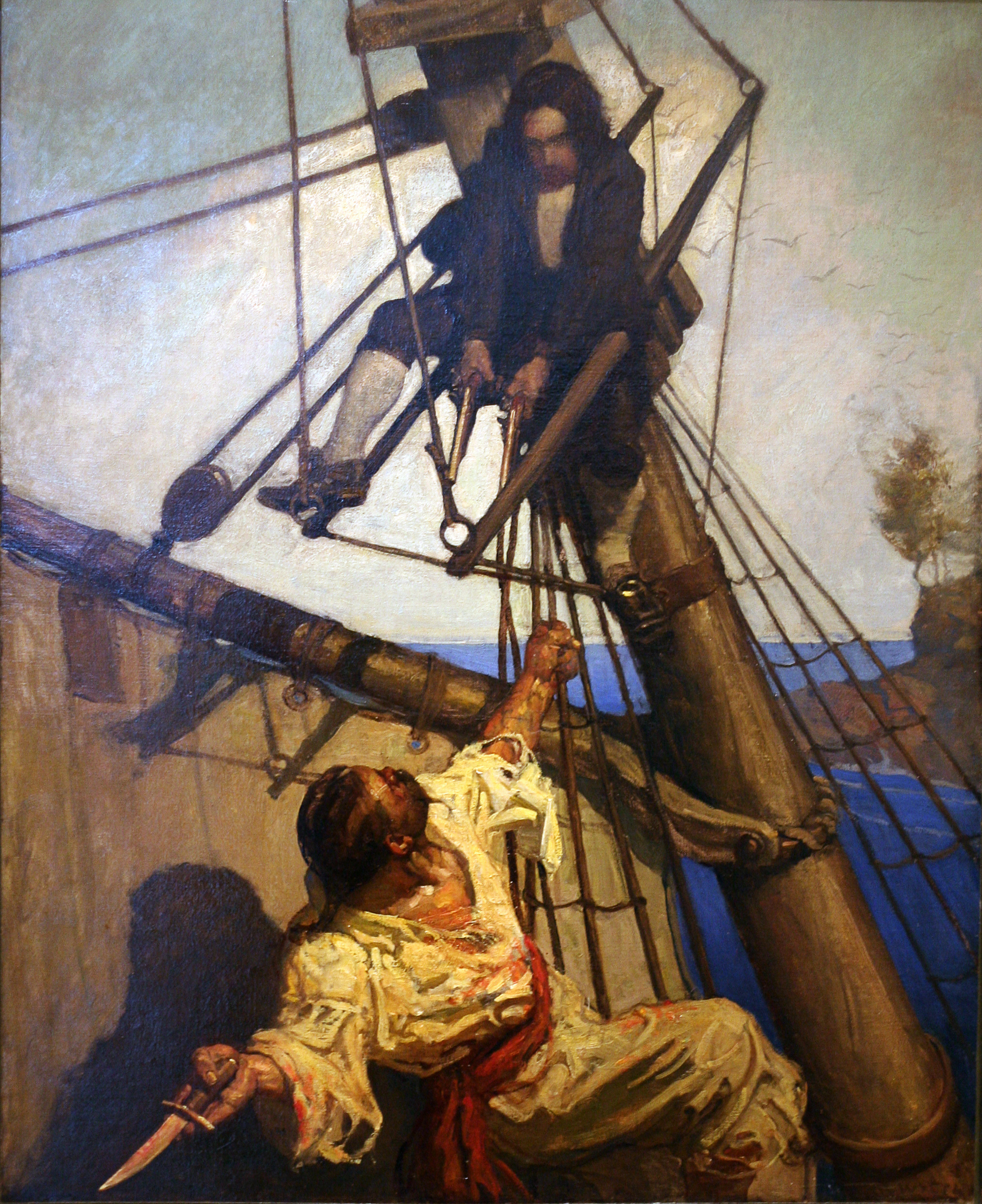
Jedna z ilustracji do Wyspy skarbów

Pyle zachęcał swoich uczniów do malowania z natury. Kierując się tymi wskazówkami, Wyeth wyjechał na Zachód, by żyć wśród Ute i Nawahów. Przez trzy miesiące znakował bydło, wypasał stada i trudnił się przewozem poczty, dokumentując swoje czynności dokładnymi rysunkami. Po powrocie okazało się, że na jego prace jest popyt. Większość tych dzieł miała jako motyw amerykański Zachód, wypełniony postaciami kowbojów, Indian, wojowników i poszukiwaczy złota.
W 1906 roku Wyeth poślubił Carolyn Brenneman Bockius z Wilmington. Oboje mieszkali przez pewien czas w mieście, po czym w 1908 roku przeprowadzili się do Chadds Ford w Pensylwanii, gdzie Howard Pyle prowadził letnią szkołę. W 1911 roku Wyethowie nabyli tam działkę o powierzchni 7,2 ha i przystąpili do budowy domu oraz pracowni. W swej posiadłości wychowali pięcioro dzieci. Syn i córki wraz z mężami oraz wnuk podobnie jak Wyeth zajęli się malarstwem – uczył on Henriette, Carolyn i Andrew malowania w swojej pracowni. Andrew znany jest ze swoich obrazów mających za temat miejsca i ludzi wokół Chadds Ford i Cushing w stanie Maine, gdzie miał letni dom.
W Chadds Ford Wyeth zajmował się ilustrowaniem książek i czasopism. W 1911 roku otrzymał pierwsze zlecenie na zilustrowanie książki – była nią Wyspa skarbów, a zleceniodawcą – znany wydawca, Charles Scribner. Praca Wyetha została dobrze przyjęta, dzięki czemu w kolejnych latach na zlecenie tego oraz innych wydawców zilustrował cały szereg książek przygodowych, takich jak:  Porwany za młodu (1913), Czarna Strzała (1916), Robin Hood (1917), Śmierć Artura (1917), Tajemnicza wyspa (1918), Przypadki Robinsona Kruzoe (1920), Ostatni Mohikanin (1919), Rip Van Winkle (1921), Biała Kompania (1922), Pogromca zwierząt (1925) i The Yearling (1939).
Wyeth ilustrował również reklamy dla takich firm jak: Lucky Strike i Coca-Cola, zrealizował też cykl obrazów Beethovena, Wagnera i Liszta dla firmy Steinway & Sons.

## Obrazy i murale
W latach 30. XX wieku ograniczył przyjmowanie zleceń na ilustracje i reklamy, poświęcając więcej czasu na malowanie pejzaży. W dziełach tych eksplorował różne style, techniki i tematykę. Większość z nich miała za temat krajobraz i ludzi w Chadds Ford, w Pensylwanii oraz okolice jego domu letniskowego w Port Clyde w stanie Maine, który nabył w 1920 roku. Wybrzeże Maine stało się jego główną inspiracją w ostatnich latach jego życia. W tym samym czasie rozpoczął też malowanie wielkoformatowych murali. W 1939 roku rozpoczął realizację cyklu murali dla Metropolitan Life Insurance Company. Ich tematem było życie amerykańskich pielgrzymów oraz związek tegoż z jego własnym pochodzeniem. Murali tych nigdy nie ukończył. W październiku 1945 roku wraz ze swym wnukiem zginął w tragicznym wypadku samochodowym w pobliżu swego domu w Chadds Ford.

## Spuścizna
W trakcie swojej kariery (1903–1945), N.C. Wyeth namalował prawie 4000 ilustracji do licznych czasopism i książek.